# ステップ (学習塾)
株式会社ステップは、神奈川県藤沢市に本部を置く、学習塾ステップを運営する総合学習塾。

## 概要
代表者は龍井郷二（たつい きょうじ）及び遠藤陽介（えんどう ようすけ）で、1975年1月に創業、1979年9月に創立。神奈川県内のみで開講されている。校舎数は小中学部が128校、高校部が14校、K-Stepが1校、Stepキッズとステップ保育園が1校（2018年10月末時点）。2016年には学童保育および保育園の運営もスタートした。

## 沿革
- 1975年 - 藤沢市長後にてステップ学習教室創業[2]。
- 1979年 -（株）ステップ学習教室設立[2]。六会スクール開校。
- 1983年 - 教材研究部設置。
- 1987年 - 研究開発部門設置。第1社員寮落成。
- 1988年 - Hi-STEPを開校（湘南スクール）。
- 1989年 - 本部を藤沢に移転[2]。
- 1991年 - 社名を（株）ステップに変更。
- 1992年 - 本部を湘南台に移転。株式公開準備室を設置。
- 1995年 - 日本証券業協会登録。株式公開（現JASDAQ）。大学受験部門設立。開校（大学受験STEP藤沢校）[2]。
- 1996年 - 湘南シーサイド・ラボ（理科実験施設）完成。
- 2002年 - 個別指導部門設立。開校（現K-STEP藤沢校）。
- 2005年 - ステップパスシステムスタート。
- 2008年 - e-STEP（授業ビデオ配信システム）開始。
- 2009年 - 本部を藤沢に移転。
- 2011年9月 - 東証二部上場。
- 2012年10月 - 東証一部上場[3]。
- 2016年 - STEPキッズ（学童保育）とステップ保育園（保育園）の運営を開始[2]。

## 運営している学習塾

### 小中学部

#### 高校受験ステップ

##### 事業内容
高校受験ステップは、神奈川県内に132のスクールがある（2019年10月末現在）。小学5年生から中学3年生までの授業を行っている。
小学生は、国語・算数・英語の3科目で選択が可能である。授業日は週2日。各40分授業である。
中学1年生は国語・数学・英語の3教科で国語は選択可能である。ただし、2学期からは全員、国語も必修となる。中学2年生からは、国語・数学・英語・理科・社会の5科目で、中2・中3の一学期のみ理科・社会は、早い時間帯か遅い時間帯を選択し授業を行っている。中学3年生の後半からは入試対策プリントなどを用いて神奈川入試に準拠する問題演習を徹底的に行い、授業などにて解説を行い入試に向けて準備を行う。また、中学生は入塾の際に入塾テストを受ける必要がある（不合格の場合2回まで再受験が可能）。その他にも講習や模試など選択可能。

##### 英検対策クラス
各スクールで、英検実施前に対策授業が行われる。この授業は、一次試験・二次試験ともにサポートしている。

##### ステップ模試
出題範囲を絞り、基本的な問題が解けるかどうかを問うテストである。この模試でクラスが決定する。

##### オープン模試
中2・中3を対象に行う神奈川県公立高等学校入学者選抜検査に近い形態で実施されるテストである。このテストを受ける前に、志望校を記入した紙を提出する。この結果は、後日家庭に郵送される。一部スクールの一部の回では、近所のスクールが集まって合同会場で実施される場合もある。

##### 日曜講習
中3を対象に入試直前期である1月の毎週日曜日に実施される模試・解説を含めた講習である。午前中に神奈川県公立高等学校入学者選抜検査とほぼ同じ形態で模試が行われ、昼休みに教師が採点をし、午後に返却、解説授業が行われる。オープン模試と同様に生徒同士が切磋琢磨することを目的として、近所のスクールが集まって合同会場で実施される場合もある。また、同じ理由で、模試の結果によって次週のクラス分けがされる。

##### 特色検査対策模試
平成26年度から一部神奈川県立高校の入学者選抜に適用されている特色検査への対策として実施される。

#### Hi-STEP（ハイステップ）

##### 事業内容
Hi-STEPは、県内に22のスクールがある（2019年10月末現在）。公立トップ校や有名私立校などへの進学を目指す生徒を対象とする。高校受験ステップとは、授業の進め方が異なり、より高いレベルの授業が行われる。また、小学生でも入塾時に入塾テストを受ける必要がある。

### 中高生向け

#### K-STEP（ケーステップ）
K-STEPは、県内に13のスクールがある（2019年10月末現在）。K-STEPでは、教師1人に対して生徒が1人ないしは2人の個別授業を行っている。1回あたりの授業時間は80分である。2011年に、freeSTEPから名称を変更した。

### 高校部

#### 大学受験ステップ

##### 事業内容
大学受験ステップは県内に15のスクールがある（2019年1月末現在）。授業は講座選択制であるが、各スクールによって講義の名称や講義内容が多少異なる。通常の授業は、各講座週1回120分授業（途中の休憩時間を含む）で行われている。春季・夏季・冬季講習時は、同一講座で4日連続（講座によっては2～6日連続）の授業であるが、1回あたりの時間は120分となっている。

## 運営している学童保育・保育園

### STEPキッズ
2016年4月に運営を開始した学童保育の教室。藤沢駅北口そばに湘南教室があり、2017年度は小1～小3を受け入れており、2018年度以降は小1～小4を募集する。
このうち小4については、Step Hop として開校する。

### ステップ保育園
2016年4月に運営を開始した企業主導型保育事業の私設保育施設。藤沢駅北口から徒歩5分のところに1園目をオープンし、2017年4月には隣のビルに2園目（新ステップ保育園）をオープンした。現在は1歳と2歳の子どもを受け入れている（2017年度現在）。

## ステップパス
ステップに入塾した生徒には「ステップパス」と呼ばれるICカードが配布される。生徒が塾に入退室する際、各スクールにあるカードリーダにタッチする事で、保護者等の携帯電話・パソコンに入室・退室時間を知らせるメールが送信される。これにより、子供が保護者の迎えを呼ぶためにする電話・メールの手間を省くことができる。その他にも台風の接近等に伴う時間変更・休校等の情報やステップの本部から最新の入試情報などのお知らせなども送信される。

## その他

### 訴状問題
2014年4月、ステップは湘南ゼミナールから名誉棄損罪で訴訟を起こされた。これは、湘南ゼミナール側が一部高校の入学者数を水増し、その件についてステップ側が、ホームページやチラシ等で公開したからである。2年にわたる争いの末、2016年の4月に和解が成立した。

### 過重労働問題
2018年11月27日、教室職員が48日連続勤務を理由として、小田原労働基準監督署から労災認定されていたことが報道された。ステップは同日、適時開示情報を出している。